# Christine Magnier
Pour les articles homonymes, voir Magnier.
Christine Magnier est une nageuse française née le 31 octobre 1968 à Villeparisis.
Elle fut licenciée au club Villeparisis natation et membre de l'équipe de France aux Jeux olympiques d'été de 1988.
Elle a été championne de France de natation sur 200 mètres dos aux championnats d'hiver 1986, 1987 et 1988 et d'été 1986 et 1988 ; sur 400 mètres quatre nages aux championnats d'hiver 1985, 1986, 1987 et 1988 et d'été 1985, 1986, 1987, 1988 et 1989.
Elle a été recordwoman de France à huit reprises aux 200 mètres dos et aux 400 mètres quatre nages.